# Система футбольных лиг Беларуси
Система футбольных лиг Беларуси состоит из четырёх уровней и управляется Белорусской федерацией футбола, а также местными федерациями.

## Структура

### Уровень 1:Высшая лига
Высшая Лига — высший уровень в белорусской системе футбольных лиг. 16 профессиональных команд соревнуются за титул Чемпиона Белоруссии по футболу по круговой системе. Всего в календаре запланировано 30 туров. Команды, занявшие 15-е и 16-е место, покидают Высшую Лигу, заняв своё место в Первой Лиге страны на следующий год.

### Уровень 2:Первая лига
Первая Лига — второй уровень в белорусской системе футбольных лиг (в 1992—1997 годах турнир назывался Второй лигой). 16 профессиональных команд соревнуются за право участия в Высшей Лиге по футболу по круговой системе. Всего играется 30 туров. Команды, занявшие 1-е и 2-е место квалифицируются в Высшую Лигу на следующий сезон. Команды, занявшие 15-е и 16-е места, вылетают во Вторую Лигу.

### Уровень 3:Вторая лига
Вторая Лига — третий уровень в белорусской системе футбольных лиг (в 1992—1997 годах носил название Третья лига). Имеет статус полупрофессиональной лиги, поскольку в ней принимают участие несколько любительских команд и фарм-клубов. Количество участников каждый сезон меняется. Команды соревнуются за право участия в Первой Лиге по футболу по круговой системе. Всего команды проводят по 2 круга. Команды, занявшие 1-е и 2-е место, переходят напрямую в Первую Лигу.

### Уровень 4 и ниже: Чемпионаты регионов
Четвёртый уровень в системе лиг белорусского футбола составляют чемпионаты областей и города Минска. Лиги носят исключительно любительский статус. Команды, занявшие 1-3 места в своей лиге, могут подать заявку в Федерацию футбола на переход во Вторую Лигу. В некоторых случаях чемпионаты регионов также имеют разделение по зонам.

## Система футбольных лиг
Количество команд в Высшей, Первой и Второй лигах приведено по состоянию на сезон-2018, для областных лиг — по состоянию на сезон-2020.
| Уровень                                 | Лига/Дивизионы                        | Лига/Дивизионы                        | Лига/Дивизионы                        | Лига/Дивизионы                         | Лига/Дивизионы                      | Лига/Дивизионы            | Лига/Дивизионы        |
| --------------------------------------- | ------------------------------------- | ------------------------------------- | ------------------------------------- | -------------------------------------- | ----------------------------------- | ------------------------- | --------------------- |
| 1                                       | Высшая лига 16 клубов                 | Высшая лига 16 клубов                 | Высшая лига 16 клубов                 | Высшая лига 16 клубов                  | Высшая лига 16 клубов               | Высшая лига 16 клубов     | Высшая лига 16 клубов |
| 2                                       | Первая лига 14 клубов                 | Первая лига 14 клубов                 | Первая лига 14 клубов                 | Первая лига 14 клубов                  | Первая лига 14 клубов               | Первая лига 14 клубов     | Первая лига 14 клубов |
| 3                                       | Вторая лига 22 клубов                 | Вторая лига 22 клубов                 | Вторая лига 22 клубов                 | Вторая лига 22 клубов                  | Вторая лига 22 клубов               | Вторая лига 22 клубов     | Вторая лига 22 клубов |
| 4                                       |                                       |                                       |                                       |                                        |                                     |                           |                       |
| Чемпионат Гродненской области 10 клубов | Чемпионат Витебской области 12 клубов | Чемпионат Гомельской области ? клубов | Чемпионат Брестской области 10 клубов | Чемпионат Могилёвской области 7 клубов | Чемпионат Минской области 18 клубов | Чемпионат Минска ? клубов |                       |

## Дублёры
Существует также проводящийся с 2001 года Чемпионат Белоруссии среди дублёров, в котором участвуют дублирующие составы команд-участниц Высшей лиги.